# Arvikapartiet
Arvikapartiet (AP eller ArvP) är ett lokalt politiskt parti i Arvika kommun. Bland partiets frågor finns förbättrad öppenhet och transparens i kommunens verksamheter, prioritera kärnverksamhet, mer stöd till dem som omfattas av LSS, ökad rättssäkerhet, ökade satsningar på företag och näringsliv och ökat fokus på landsbygdsfrågor.

## Historik
Arvikapartiet startades formellt våren 2021. Initiativtagare var Lars-Olof Gävert som några år tidigare själv hade fått erfara stora brister inom Arvika kommun, när han som god man, slog larm om allvarliga felaktigheter och missförhållanden hos överförmyndarnämnden i Arvika/Eda. Arvikapartiet anser att ett lokalt parti behövs i Arvika, eftersom de lokala frågorna behöver få mer fokus på mer öppenhet och en förstärkt demokrati över hela den politiska linjen i kommunen. Partiets logotyp är en vit älg i svart bakgrund, efter traktens ovanliga vita älgar.
I valet 2022 fick partiet 7,12 % och tre mandat i kommunfullmäktige.

## Valresultat
| År   | Röster | %    | Mandat  |
| ---- | ------ | ---- | ------- |
| 2022 | 1 181  | 7,12 | 3 av 49 |